# Митрополија аустралијско-новозеландска
Митрополија аустралијско-новозеландска (енгл. Metropolitanate of Australia and New Zealand) епархија је Српске православне цркве.
Надлежни архијереј је митрополит Силуан (Мракић), а сједиште митрополије се налази у Сиднеју.

## Историја
Најстарија Српска православна црквена општина у Аустралији основана је у Сиднеју 1948. године.
На паралелном ванредном засједању Епархијског савјета Епархије аустралијско-новозеландске и Црквено-народног сабора Епархије за Аустралију и Нови Зеланд Митрополије новограчаничке од 4. септембра 2010. године усвојен је Устав Митрополије аустралијско-новозеландске којим је остварено потпуно црквено-административно јединство Српске православне цркве у дијаспори. Устав је одобрен одлуком Светог архијерејског сабора од 23. маја 2011. године.
Јединствени Устав Митрополије аустралијско-новозеландске је замијенио пређашње уставе: Устав Српске православне цркве у Аустралији, Новом Зеланду и Јужној Африци (1983), Устав Српске православне митрополије новограчаничке — Епархије за Аустралију и Нови Зеланд — Слободне српске православне епархије за Аустралију и Нови Зеланд (1964, 1976. и 1988) и Устав Слободне српске православне цркве (1984).
Марта 2016. године патријарх српски Иринеј је посетио ову митрополију.

## Епископи
Епископи Митрополије аустралијско-новозеландски од 2011:
| Портрет | Име и презиме             | Време службе | Напомена                                                |
| ------- | ------------------------- | ------------ | ------------------------------------------------------- |
|         | Епископ Иринеј Добријевић | 2011—2016    | Епископ Митрополије аустралијско-новозеландске од 2011. |
|         | Силуан Мракић             | од 2016      | митрополит од 2024.                                     |

## Манастири
- Манастир Светог Саве у Илајну
- Манастир Светог Саве Нови Каленић
- Манастир Покрова Пресвете Богородице Талонг